# Casa del Cabildo

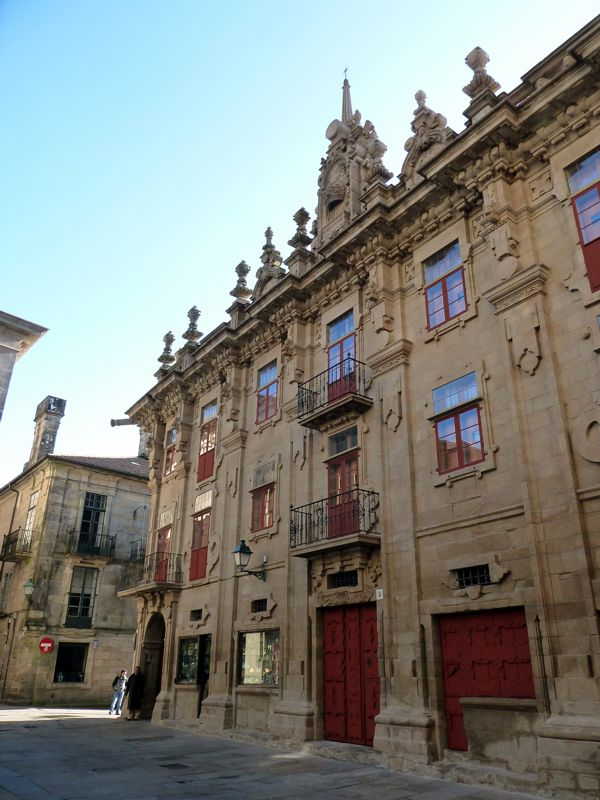
Fachada de la Casa del Cabildo rehabilitada en 2011

La Casa del Cabildo o Casa de la Estrella (en gallego: Casa do Cabido), construida en el siglo XVIII en la Plaza de Platerías en Santiago de Compostela (Galicia, España), es una pieza única dentro de la trama urbana compostelana y se considera una de las más importantes y conocidas intervenciones de  escenografía barroca gallega. 

## Historia

### El arquitectoClemente Fernández Sarela

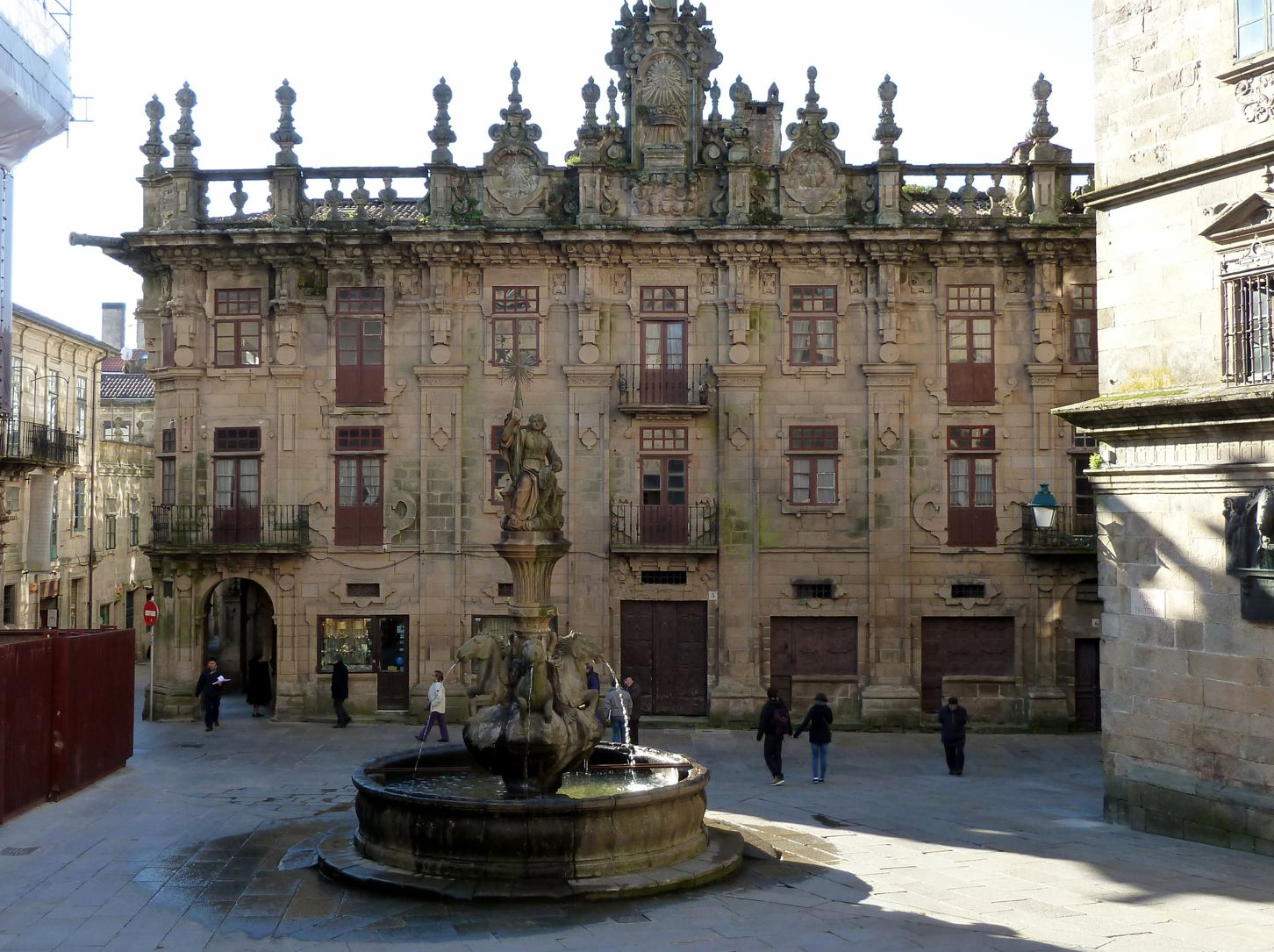
Fachada de la Casa del Cabildo antes de su rehabilitación en 2011

La edificación nace como respuesta urbana del Cabildo Catedralicio para conformar el espacio de la Plaza de Praterías. Se trata, junto con la fachada del Obradoiro, de la más importante y conocida intervención de escenografía barroca urbana de cuantas se realizaron en la ciudad de Santiago de Compostela.
La construcción se lleva a cabo entre los años 1754 y 1758 a cargo de uno de los principales maestros arquitectos del barroco compostelano, Clemente Fernández Sarela, discípulo de Fernando de Casas Novoa, el arquitecto de la fachada de la Catedral hacia la Plaza del Obradoiro. Fernando de Casas Novoa estaba llamado a ser también el arquitecto de la Casa del Cabildo pero fallece en 1750 y es Sarela, aparejador hasta la fecha en múltiples obras de la Catedral, quien asume la dirección de los trabajos. Clemente Fernández Sarela se había ocupado anteriormente de la edificación y restauración de varias viviendas que el Cabildo poseía en Santiago, así como del Pazo de Bendaña (1750) y la Casa del Deán (1752), ambos rehabilitados recientemente por el Consorcio de Santiago (si desea saber más a cerca de la Casa del Deán puede consultar la publicación que el Consorcio de Santiago dedica al pazo dentro de su colección de "Cuadernos Técnicos").
Sin embargo su obra más destacada será la Casa del Cabildo. Prueba quizás de la satisfacción que causó la obra finalizada es el hecho de que el "aparejador" Clemente Fernández Sarela se convierte en "arquitecto" y como tal firma en la inscripción que puede leerse en fachada "AN. DOMN., 1758. ARCHITECTO SARELA".

### Configuración del solar original
El solar de la Casa del Cabildo estaba ocupado originalmente por tres viviendas que se abrían a la Plaza de Praterías. Dos de estas viviendas avanzaban más allá de la fachada actual, dificultando según escritos de la época el giro de los carros cargados de materiales de construcción que venían desde la rúa del Vilar y cruzaban la Plaza de Praterías el Hospital Real ( Hostal de los Reyes Católicos), los Colegios de Fonseca y San Gerónimo, que por aquel entonces se encontraban en obras.
Esta circunstancia, sumada a la intención de dotar de mayor espacio y belleza a la Plaza de Praterías, lleva al Cabildo a adquirir dos de las tres viviendas, que serán demolidas, mientras que la tercera, en la esquina con la rúa Raíña, mantiene su independencia. Esta circunstancia de partida y la capacidad del arquitecto Sarela para resolver de manera unitaria la fachada barroca envolviendo las tres viviendas son las claves para entender el proyecto.

### El nuevo telónbarroco

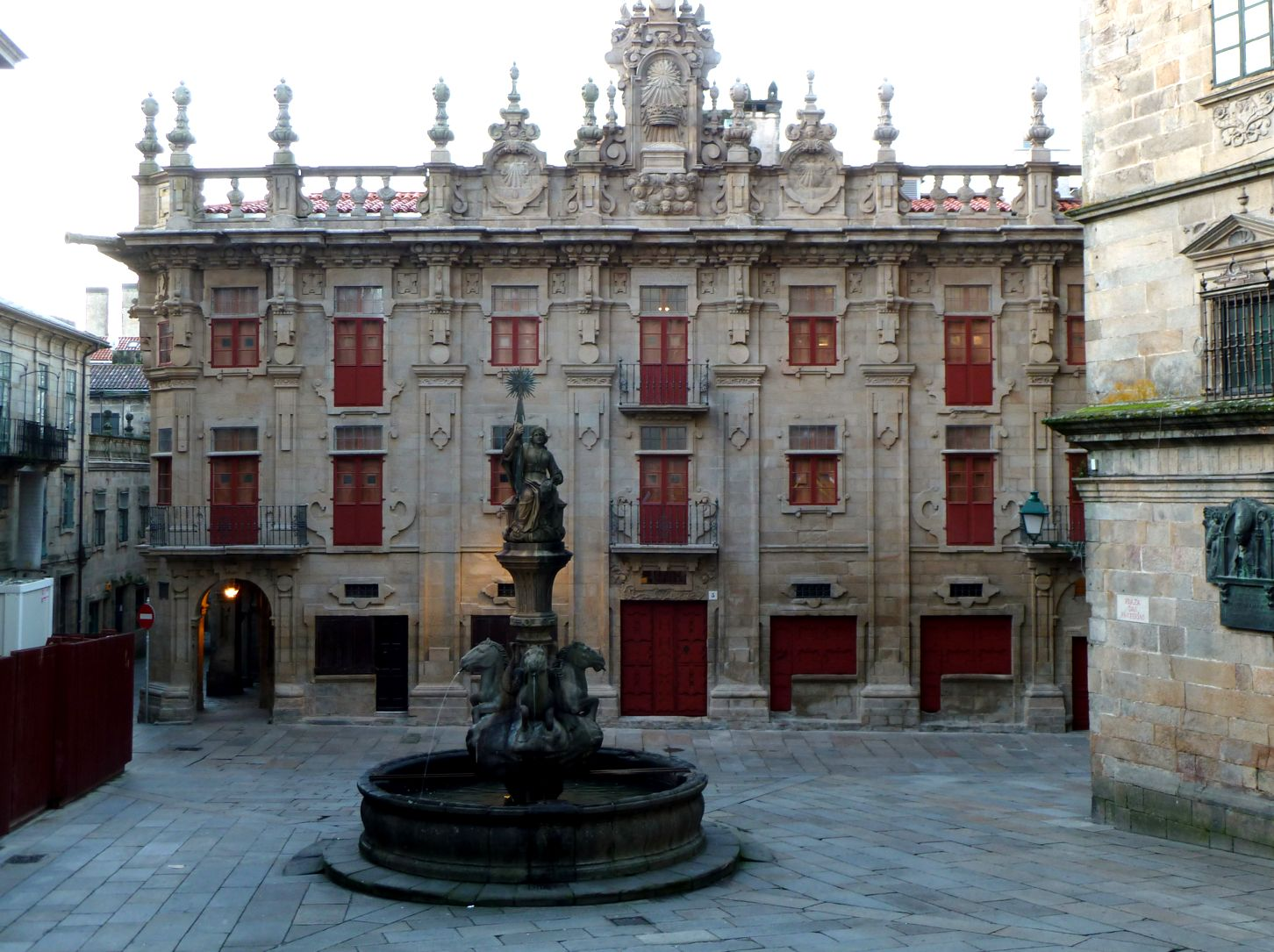
Fachada de la Casa del Cabildo tras su rehabilitación en 2011

En la Casa del Cabildo se está ante una operación de búsqueda de prestigio que una institución con enorme poder en la ciudad lleva a cabo «para desaogo y hermosura de las Platerías». Solo así es posible entender un edificio de las características de la Casa del Cabildo, donde de la tríada clásica "firmitas, utilitas y venustas", la utilitas casi desaparece. La Casa del Cabildo es una tela escénica, un fondo barroco para la Plaza de Praterías. En este sentido el planteamiento de Sarela no dista mucho del concepto de "edificio-anuncio" que el arquitecto estadounidense Robert Venturi desarrollará 200 años después. Ambos coinciden a la hora de formular un tipo de arquitectura en que la fachada es un hecho autónomo del contenido funcional. La fachada del Cabildo se tira a cordel siguiendo la línea de la rúa Fonseca, sin importar en absoluto que el fondo interior del nuevo inmueble se reduzca a 2,70 m haciendo imposible cualquier distribución funcional de vivienda. Con la finalidad de otorgarle el mayor espacio a la plaza, se configura una solución de fachada con un desarrollo muy plano de molduras y marcos lo que le confiere un aspecto de bidimensionalidad a la fachada hasta llegar a la cornisa a partir de la cual se despliega todo el alarde escultórico de la época. Se está ante el característico barroco de placas gallego, que dibuja con difuminados trazos de sombra toda suerte de motivos sobre un lienzo de piedra. La orientación norte de la fachada hace que la luz que baña la fachada sea siempre difusa y salvo a primera hora de la mañana, la percepción de la Casa del Cabildo es la de un decorado pintado, lo que remite de nuevo al fondo escénico, a la escenografía urbana, al juego barroco, al "edificio-anuncio".

### Configuración del nuevo edificio

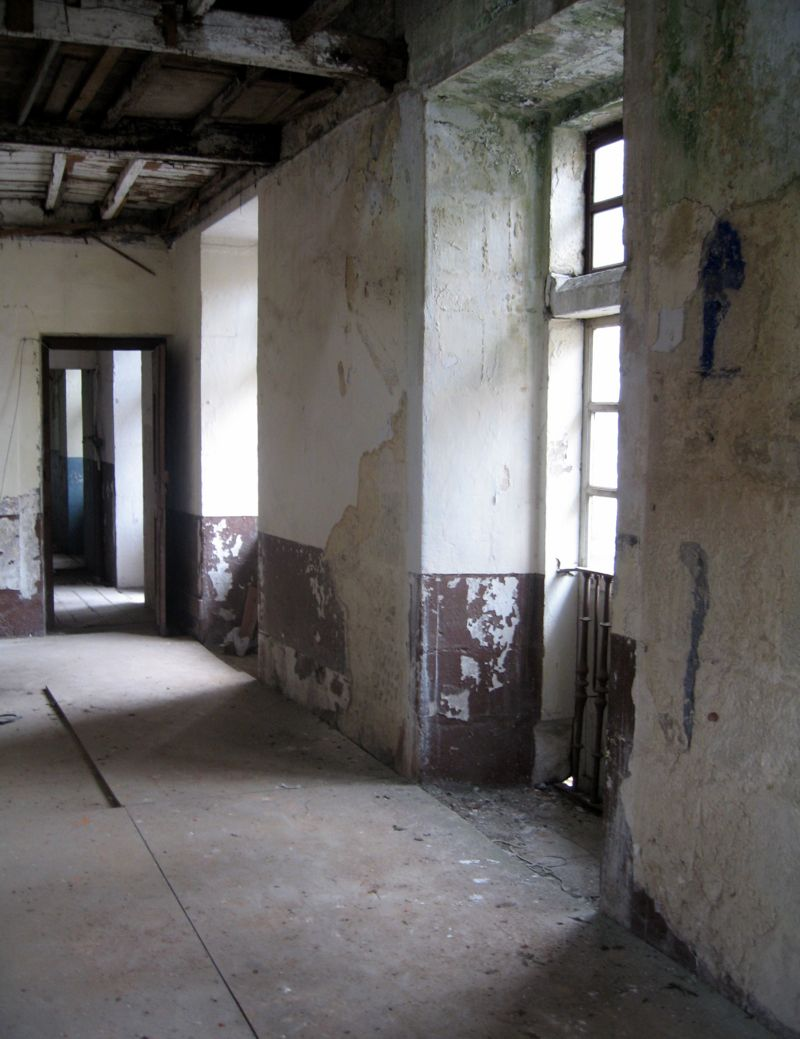
Interior de la Casa del Cabildo antes de su rehabilitación

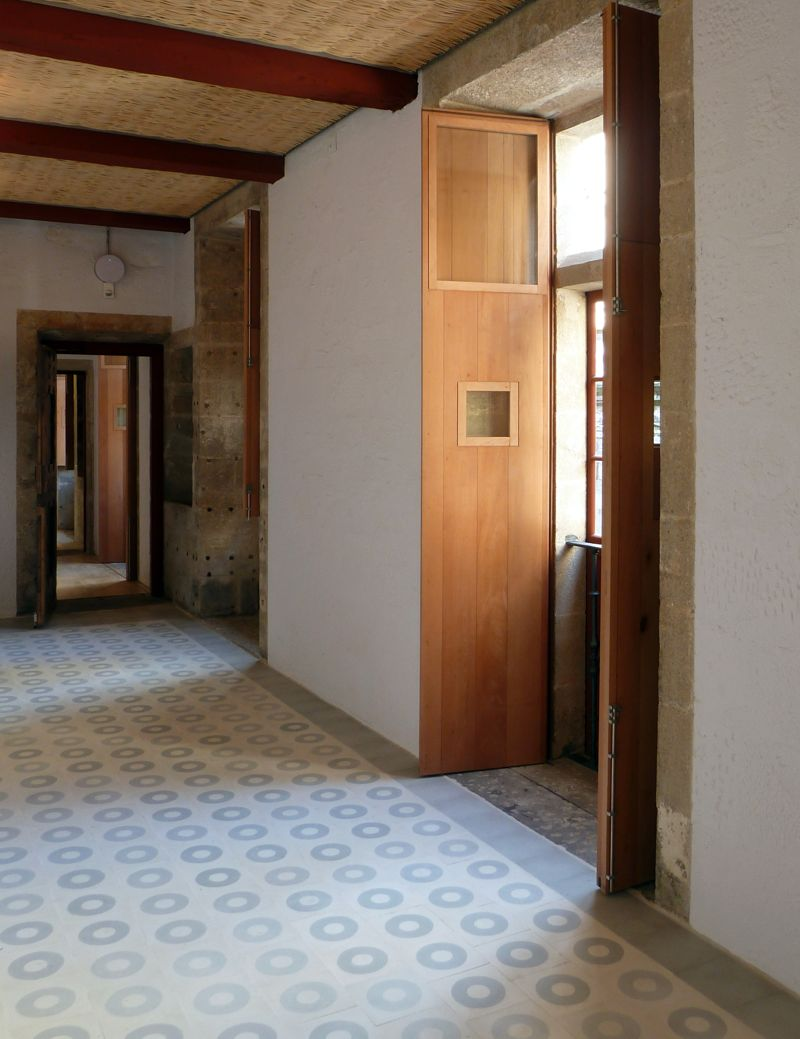
Interior de la Casa del Cabildo después de su rehabilitación en 2011

¿Dónde queda pues la utilitas? ¿Cómo sería la vida en las dos viviendas de la Casa del Cabildo? Debido al poco espacio disponible se habilitan dos viviendas de dos plantas comunicadas por las escaleras centrales que de este modo son compartidas en la vida cotidiana de las dos familias. En la planta primera, sobre las bóvedas de piedra, se sitúan las cocinas, con sus solados cerámicos para evitar incendios, y con sus chimeneas que se desarrollan por el interior de los muros que delimitan la caja de escaleras, mientras que a planta segunda se llevan los dormitorios, separados de la cubierta por el bajocubierta no habitable (en gallego: fallado)
En el bajo se crean cuatro tiendas que la propiedad arrienda a los plateros de la ciudad, lo que le reporta grandes beneficios, dado que desde 1418 la conocida como Plaza dos Ourives es el único espacio donde está permitido a los  orfebres y plateros trabajar y vender sus productos.

### Relación con el inmueble en Raíña, 1
Clemente Fernández Sarela tiene una concepción muy clara y rotunda de su edificio e impone sin contemplaciones un orden de fachada que envuelve a las tres viviendas originales. Resulta especialmente interesante detenerse en la esquina en la que la vivienda en Raíña, 1, convive con el nuevo orden de fachada y con la planta segunda de la Casa del Cabildo que pasa sobre esta, provocando una insólita invasión de la propiedad existente. El inmueble de Raíña, 1, está formado por un bajo hacia la rúa Raíña y dos plantas y bajocubierta, localizándose una vivienda por planta. En el bajo originalmente se localizaban cuadras que se convertirían posteriormente en la cafetería que ha llegado hasta la fecha de comienzo de los trabajos de rehabilitación en 2011. El acceso al inmueble se realizaba a través de una puerta en la esquina derecha (oeste) de la fachada que daba acceso a la caja de escaleras.
En esta esquina oeste del edificio aparecen buena parte de los "trucos" que el arquitecto emplea para resolver la Casa del Cabildo de manera unitaria y transmitir al espectador la idea de que se encuentra ante un nuevo y único edificio, resuelto de una vez en su totalidad. La Casa del Cabildo y el inmueble de Raíña, 1, se encuentran maclados. Además los niveles de los forjados de Raíña no coinciden en absoluto con los del Cabildo, de ahí la circunstancia que se produce de que haya que bajar unos escalones para acceder al balcón de Praterías desde la estancia de planta primera de Raíña. Por si esto fuera poco, la cocina de Raíña se sitúa en una suerte de entreplanta entre el acceso a la vivienda desde la plaza y la planta primera, asomándose al exterior a través de un pequeño hueco de fachada. Sarela esconde esta circunstancia detrás de un orden de fachada que busca la simetría, reproduciendo el arco que da acceso a los soportales de la rúa del Vilar, que en este cuerpo enmarca la puerta de acceso a Raíña y la pequeña cocina de la entreplanta. En esta esquina se encontró además durante los trabajos de rehabilitación de 2011 dos ventanas con vertedero de piedra que la nueva fachada envuelve y tapia, imponiendo su esquema compositivo.

### Ocupantes de la Casa del Cabildo y propiedad
La Casa del Cabildo irá teniendo diferentes arrendatarios pertenecientes a los diferentes gremios de artesanos de la ciudad que explotarán comercialmente el bajo del edificio. El Cabildo pierde la propiedad en 1855 con la  desamortización de los bienes de la Iglesia realizada por Pascual Madoz, que pasará por diferentes manos hasta 2008, año en que el edificio es expropiado por el Consorcio de Santiago.

### Adquisición del edificio por elConsorcio de Santiago
La intervención sobre la Casa del Cabildo se enmarca dentro del programa de rehabilitación de monumentos del Consorcio de Santiago y se ha desarrollado en paralelo a la Remodelación del Antiguo Banco de España para su adecuación como sede del Museo Nacional de la Peregrinaciones y de Santiago, situado en la misma Plaza de Praterías. Con estas dos actuaciones el Consorcio recupera y revitaliza uno de los centros neurálgicos de la Ciudad Histórica poniendo a disposición de los ciudadanos y visitantes de Santiago de Compostela, dos nuevos equipamientos públicos.
El Consorcio de Santiago adquiere la titularidad de la Casa del Cabildo, así como la del inmueble anexo en la calle Raíña, 1, el 15 de diciembre de 2008, fecha del acta de ocupación del edificio. A partir de este momento la Oficina Técnica - Taller de Proyectos del Consorcio de Santiago se pone a trabajar en la redacción del Proyecto Básico y de Ejecución "Intervención en la Casa del Cabildo" llevando a cabo un intenso trabajo de revisión y actualización de la información del estado actual mediante un ingente trabajo de campo. La documentación planimétrica base realizada para el Plan Director se toma como punto de partida y se completa sobre todo con nueva información sobre el estado original del inmueble en Raíña, 1, sobre el que también se interviene en 2011.
El 1 de julio de 2010 se aprueba la financiación de las obras de "Intervención en la Casa del Cabildo" con fondos del 1% Cultural generado por la contratación de obra pública del Ministerio de Fomento del Gobierno de España. El Ministerio de Fomento a través de la Secretaría General de Relaciones Institucionales y Coordinación, en cumplimiento de la Ley de Patrimonio Histórico Español, tiene un programa presupuestario para las actuaciones relacionadas con el 1% Cultural, consistente en la realización de las obras necesarias para su conservación, mejora y rehabilitación.
Finalmente la Casa del Cabildo abre sus puertas al público el 9 de enero de 2012 con la exposición inaugural "Compostella dicitur" realizada por el Consorcio de Santiago y en la que se recrea la ciudad de Santiago de Compostela en el siglo XIII. 
De esta forma y tras tres años de ardua labor técnica y de gestión administrativa el Consorcio pone a disposición del uso público la Casa del Cabildo, abriendo sus ventanas de nuevo para que ciudadanos y visitantes puedan asomarse desde esta tribuna privilegiada al espectáculo de la Catedral de Santiago de Compostela.

## Intervención de 2011

### Unión de la Casa del Cabildo con Raíña, 1

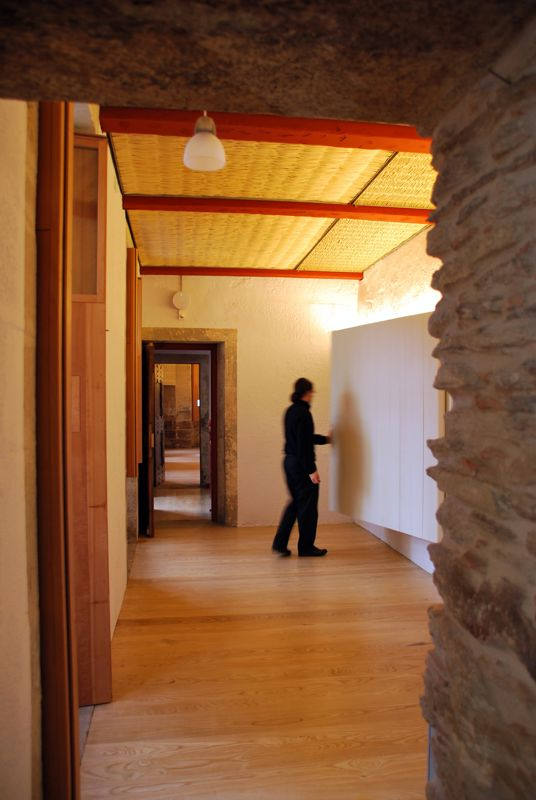
Interior de una de las nuevas salas de exposiciones de la Casa del Cabildo

La intervención de 2011 lleva a cabo la unión de la Casa del Cabildo con el inmueble en Raíña, 1. Sobre el edificio principal se lleva a cabo un trabajo exclusivamente de restauración, mientras que Raíña es objeto de una transformación interior total. El Cabildo se libera completamente de elementos "funcionales" llevando las nuevas comunicaciones verticales, imprescindibles para garantizar la accesibilidad al nuevo edificio, al inmueble de Raíña. También se llevan a Raíña el mayor peso de las instalaciones situándose en aquí las acometidas de las diferentes redes, así como los aseos y las áreas de personal y control de acceso. De esta forma el Cabildo queda "limpio" con una serie de pequeñas estancias polivalentes en el bajo, planta primera y segunda.

### Actuación en la Casa del Cabildo
Se trata ante todo de un proyecto de restauración que tiene en la recuperación de la fachada uno de sus capítulos más importantes. El envoltorio barroco que proyecta Sarela posee tal potencia que casi parece escindirse del resto del edificio como un elemento que reivindica su autonomía, mereciendo un tratamiento aparte. Sobre la fachada monumental se lleva a cabo un trabajo de restauración arqueológica, mientras que en el interior del edificio únicamente se renuevan aquellos elementos estructurales y constructivos dañados, devolviéndoles su funcionalidad. Dadas las reducidas dimensiones de las diferentes estancias, se opta por ejecutar el equipamiento e instalaciones mínimos imprescindibles para permitir un uso flexible de las mismas en el futuro: ya sea como salas de exposiciones o como espacios de uso administrativo.
De esta forma se recupera el bajo abovedado eliminando un pequeño aseo existente junto a la caja de escaleras y dejándolo como un espacio diáfano que puede abrirse en su totalidad a la plaza de Praterías casi como si de un soportal se tratase. Esta zona del edificio podría albergar en el futuro un taller de platería o un punto de información turística y tienda del edificio. En el otro local de la planta baja se ubica una platería tradicional sobre la que no se interviene y que continúa en funcionamiento durante toda la realización de los trabajos.
En planta primera de la Casa del Cabildo se crean dos salas polivalentes a ambos lados de la caja de escaleras que se restaura en su totalidad. La estancia hacia la rúa del Vilar conserva la lareira original que se pone en valor mientras que en la sala hacia Raíña, este elemento se había eliminado. En su lugar se había construido un aseo que se introducía dentro de la caja de la chimenea. La intervención lo elimina y en su lugar recupera de manera icónica la antigua cambota reproduciendo la forma de la existente en la sala contigua pero esta vez en madera. Esta sala hacia Raíña se equipa con un trasdosado técnico para el paso de instalaciones y una mampara abatible que permite dividir el espacio en dos zonas de trabajo o exposición de menores dimensiones.
En planta segunda se encuentran dos salas polivalentes equipadas igualmente con un trasdosado técnico y una mampara abatible para dividir los espacios.
El bajocubierta del Cabildo sirve hacia la zona del Vilar como área de almacenamiento, mientras que hacia Raíña ejecuta una sala destinada a albergar los equipos de la instalación de climatización. Entre ambos espacios se crea un pequeño espacio sobre la caja de escaleras que podría funcionar como oficina.

### Actuación en Raíña, 1

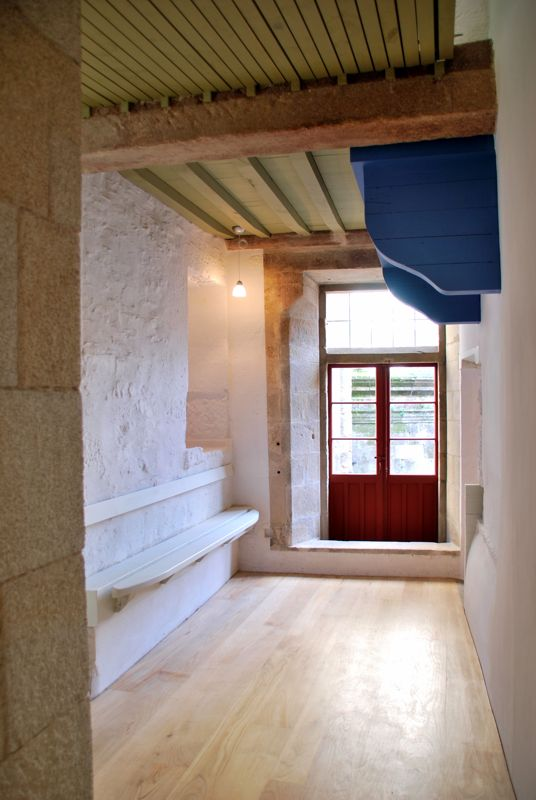
Interior del edificio de Raíña, 1 que se comunica con la Casa del Cabildo

Desde el punto de vista de proyecto la intervención sobre la vivienda de Raíña, 1, ha resultado mucho más intensa y compleja. En el interior del inmueble se configura un nuevo sistema espacial y estructural basado en un núcleo de ascensor de sillería central en torno al cual se articulan un intrincado sistema de escaleras, rampas y pasarelas que compatibilizan los múltiples niveles de los dos inmuebles.
La premisa de partida era conservar las cotas originales de los huecos de fachada de Raíña de forma que los forjados en contacto con esta mantuviesen su cota original. A esta decisión se sumaba los condicionante impuestos por el nuevo ascensor. El sobrerrecorrido del este elemento, necesario por seguridad durante los trabajos de mantenimiento, obligaba a modificar la cubierta. Sin embargo se pretendía evitar que la caja del ascensor se hiciese demasiado explícita en un contexto como las cubiertas del casco histórico compostelano. La cubierta original de Raíña era a dos aguas hacia la calle mientras que en su tramo posterior esta se resolvía con un único faldón ascendente desde la medianera del Cabildo hacia la vivienda en Raíña, 3. El proyecto invierte este faldón que crece hacia el Cabildo lo que permite alojar en su interior el sobrerrecorrido del ascensor y posibilitar la comunicación entre el bajocubierta de Raíña y la planta segunda del Cabildo. No obstante, se evita el contacto de este faldón de cubierta con el monumento, de forma que no llegue a tocarlo. En su lugar se crea un gran paño acristalado que permite desde Raíña contemplar la "espalda del edificio". Resulta especialmente emocionante observar como la monumental cornisa del Cabildo da la vuelta y se desvanece allí donde el ojo del transeúnte ya no alcanza a ver.
Todo ello ha llevado al ascensor a una posición central dentro de la planta de Raíña, 1, de forma que es posible desarrollar un sistema de escaleras y rampas hacia la medianera con Raíña, 3, que se complementa con pequeños tramos de escalones y rampas por la pequeña fachada hacia la rúa de Fonseca, que permiten las circulaciones en torno a este núcleo de sillares de granito. A través de los diferentes niveles se desarrollan en Raíña una serie de espacios que por su mayor dimensión pueden emplearse con áreas expositivas, o en el caso de la entreplanta como zona de despachos.
Como muestra de la complejidad del sistema únicamente decir que entre los dos edificios hay 11 niveles diferentes de forjados y que el ascensor cuenta con 5 desembarcos distintos.
Para comunicar los dos inmuebles el proyecto opta por romper el muro medianero entre Cabildo y Raíña en sus diferentes plantas. Durante la apertura de estos huecos se descubrieron los restos de los antiguos pasos de obra que la intervención pone en valor. Los pasos de obra son los huecos que se utilizaron durante la construcción de la Casa del Cabildo para el paso de materiales y el propio tránsito de los obreros entre uno y otro edificio. Estos se evidencian en las discontinuidades en la trabazón de las fábricas de los muros, encontrándose en algunos casos sillares que formalizan las jambas de estos pasos. Hay pasos de obra en planta baja y primera, mientras que la comunicación en la planta segunda es de otra naturaleza: se ha cortado el muro existente entre el topete de cubierta del Cabildo y una viga de granito que apareció durante la realización de los trabajos. Con casi 2,50 m de luz esta viga de piedra es un elemento insólito dentro de la arquitectura preindustrial, y más cuando sobre ella descansaba un muro de sillería. Se abre el último de los pasos entre el bajocubierta de Raíña y la planta segunda del Cabildo, pero esta comunicación inexistente originalmente se reduce a una ligera pasarela de pontones apoyados entre el nuevo núcleo de ascensor y la viga de granito.
La intervención en Raíña se completa con una zona de recepción y control de acceso, un aseo adaptado para el público en general, un área de servicio con su correspondiente aseo para el personal. Aprovechando la ejecución del foso del ascensor se crea también un pequeño semisótano para el paso de instalaciones y la localización del pozo de bombeo.

### Principios de una rehabilitación sostenible

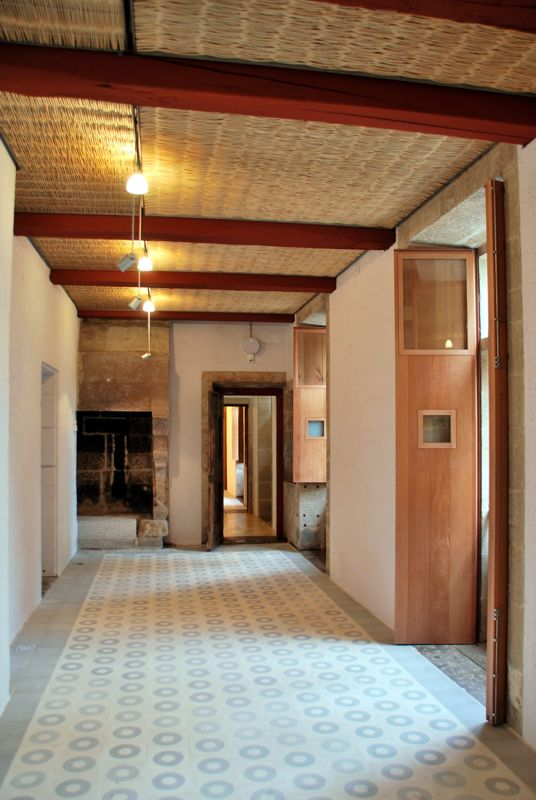
Interior de la Casa del Cabildo rehabilitada en 2011.

La estabilidad física de una ciudad Patrimonio de la Humanidad tiene más que ver con la habitabilidad y el mantenimiento que con la rehabilitación. La habitabilidad requiere energía y por su vinculación directa con el uso, es un concepto dinámico más próximo al ritmo natural de cualquier ciudad viva.
La progresiva normalización de la realidad física de las ciudades históricas y la necesidad de administrar con eficacia los recursos destinados a la conservación de los conjuntos históricos debe inducir a la paulatina sustitución de la cultura de la rehabilitación por la cultura del mantenimiento.
La aproximación energética a la rehabilitación en la ciudad preindustrial no debe limitarse a la mera sustitución de la construcción de nueva planta por la rehabilitación. Se debe gestionar adecuadamente los balances energéticos de la fabricación de los materiales y elementos constructivos, de la logística de la construcción y de la gestión de masas y medios auxiliares. A pesar de la tecnología, no todo vale, y las decisiones de proyecto se someten a una lógica superior vinculada con el territorio, con el sentido común del lugar y con la austeridad económica resultante de aceptar las leyes naturales y las limitaciones de un emplazamiento determinado.
Por todo ello se debe considerar que energía está presente en todo el ciclo de vida de los materiales que integran cada edificio desde la extracción de estos materiales del medio hasta su derribo o reciclaje al final de su vida útil, pasando por todos los procesos de fabricación, transporte, construcción, uso y mantenimiento de los mismos. La tecnología y las tipologías constructivas de las ciudades históricas no son ajenas al consumo de energía de los propios procesos de construcción ni tampoco al que supone el transporte de materiales. Tanto durante la fase de proyecto como durante la propia dirección de obra existen dos criterios fundamentales a los que se subordinan todas las decisiones:
- la reutilización de elementos constructivos existentes siempre es la primera opción;
- uso de materiales con bajo coste energético de fabricación y transporte.

### Actuación sobre la estructura
El sistema estructural de la Casa del Cabildo se basa en vigas principales dispuestas de medianera a fachada sobre las que apoyan pontones. Estas vigas se han conservado llevando a cabo sobre ellas diferentes operaciones de refuerzo tales como injertos en cabezas con pérdida de sección o disminución de la luz y mejora de los apoyos mediante la colocación puntual de canecillos. Debido a las nuevas exigencias estructurales de un edificio público ha sido necesario colocar nuevos pontones de castaño de mayor escuadría. Estos pontones originales no se deshechan sino que se emplean en la fabricación de la escalera de subida al bajocubierta así como de un nuevo forjado de pontones yustapuestos en este. Se ha reducido la carga de alguna de las vigas mediante la colocación de vigas nuevas intermedias. Todas las vigas nuevas en realidad son elementos recuperados del artesonado del soportal del Antiguo Banco de España, situado en la propia Plaza de Praterías y que durante el comienzo de los trabajos de intervención se encontraba también en obras promovidas por el Consorcio de Santiago. En el edificio de Raíña se opta por una estructura de eucalipto laminado, debido a que es un material estructural con muy buen comportamiento, fabricado en Galicia con madera gallega y por tanto con bajo coste de producción y transporte. Desde el punto de vista conceptual del proyecto se quería además diferenciar mediante la estructura, materiales, colores, etc. el inmueble de Raíña de la propia Casa del Cabildo para que resultase legible el modo en que se maclaban originalmente.

### Materiales empleados
Desde el punto de vista de la energía el material estrella es la madera en todas sus variedades y formatos. A la estructura de madera se suma su uso en elementos de partición, trasdosados, carpinterías, mobiliario, falsos techos, pavimentos, barandillas, etc. Se han empleado exhaustivamente los tablones de pino gallego en el trasdosado técnico de las salas expositivas, las mamparas, los falsos techos de Raíña y los petos y barandillas de escaleras y rampas. El castaño se ha usado en elementos estructurales de forjados y cubiertas, en las tarimas del Cabildo y Raíña y en la restauración de carpinterías existentes de castaño. Las nuevas carpinterías exteriores e interiores se han realizado en cedro. Los falsos techos de las salas de exposiciones del Cabildo se han ejecutado con mimbre tejido. En relación con la piedra, el criterio siempre ha sido el de la reutilización de losas y sillares procedentes de la propia obra o de otras intervenciones llevadas a cabo en la Ciudad Histórica. Los sillares nuevos empleados en el núcleo del ascensor de Raíña son de granito gallego.

### Mejora del comportamiento térmico
En la obra se ha aplicado la experiencia del Consorcio en relación con la compatibilización de la mejora de la envolvente térmica con la conservación de los valores patrimoniales del edificio.
- Diseño de carpinterías con gran aislamiento térmico y sobre todo con múltiples grados de operación para el usuario del edificio. En la arquitectura preindustrial, más importante que las cualidades térmicas de los sistemas constructivos, es la gestión de la energía que el usuario lleva a cabo a través del uso de estos. Esta circunstancia se pone de especial relevancia en las carpinterías tradicionales enrasadas que se equipan con contraventanas interiores, configurando un sistema complejo, que el proyecto reinterpreta en la solución desarrollada en la Casa del Cabildo.
- Mejora del aislamiento térmico general. Los esfuerzos en este sentido se concentran en la cubierta que es el cerramiento a través del cual se producen las mayores pérdidas energéticas. La práctica demuestra así mismo que en cualquier edificio de viviendas la incorporación de aislamiento en cubierta redunda en el ahorro energético de cada una de estas.
- Sistema de climatización ajustado a los requerimientos específicos del edificio en función de su configuración espacial y uso. De esta forma como sistema general se plantea un generador de calor tipo bomba de calor aire-agua, situada en el bajo cubierta y emisores de tipo fan-coil en cada sala. La instalación se complementa puntualmente con emisores eléctricos de bajo consumo en aquellos locales de uso puntual por parte del personal del edificio y emisores de radiación infrarroja en el bajo del Cabildo, ya que se trata de un espacio que habitualmente permanecerá abierto al exterior y por tanto su misión es la de calentar a los visitantes y no el aire.

## Curiosidades del edificio

### Las gárgolas del Cabildo

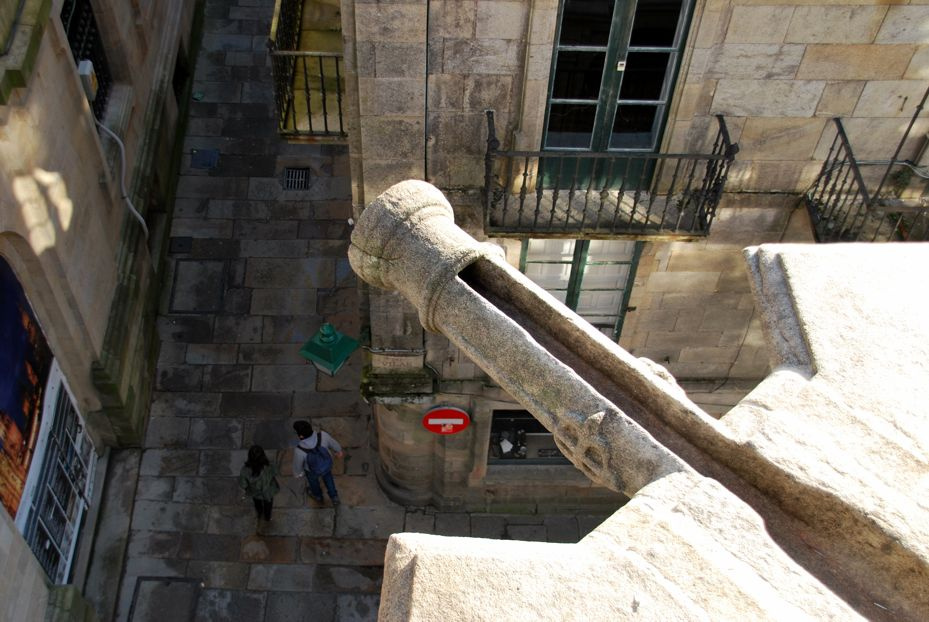
Una de las gárgolas de la Casa del Cabildo rehabilitada en 2011

La Casa del Cabildo cuenta con dos enormes  gárgolas en los extremos de su cornisa que alejan el agua que se recoge en cubierta de la monumental fachada. Estas piezas vuelan más de 2,40 m desde la fachada y están talladas en un único bloque de granito de 3,75 m de largo y unos 1900 kg de peso.
Durante la obra de rehabilitación de la Casa del Cabildo se prestó especial atención a la restauración de las gárgolas para ponerlas nuevamente en uso, ya que estas se encontraban inutilizadas y el agua de los canalones ocultos de cubierta se sacaba mediante bajantes (circunstancia que estaba provocando el lavado del terreno en la zona de la rúa del Vilar a no estar la bajante conectada a la red de saneamiento). Su renovación supone la recuperación tanto de su imagen como de su funcionamiento, elementos que forman parte de la memoria histórica de la Plaza de Praterías.
De forma didáctica se dejan vistos desde el interior del edificio los extremos de las dos gárgolas con el fin de que los visitantes puedan valorar la magnitud del esfuerzo que supuso elevar semejantes bloques de granito hasta su posición actual.

### Comportamiento de la Casa del Cabildo comocámara oscura

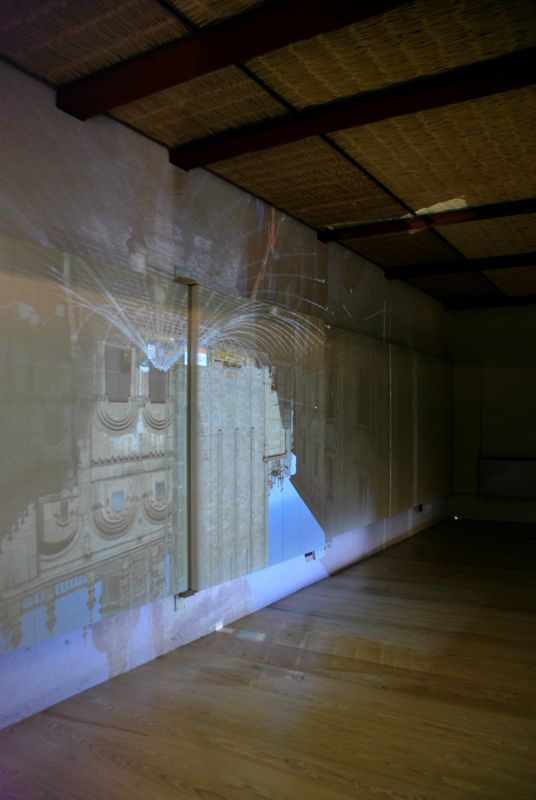
La Catedral de Santiago de Compostela se proyecta en el interior de la Casa del Cabildo

El nuevo sistema de contraventanas formaliza una caja interior de madera en la que es posible lograr la oscuridad total. De esta forma la gran fachada barroca se convierte en una tela escénica, en una delgada membrana capaz de proyectar en el interior la luz que recoge de la Plaza de Praterías. He aquí el origen de la cámara oscura, el origen de la fotografía y del cine.
El proyecto propone dos tipos de contraventana que mutan para convertirse en elementos especializados capaces de producir el efecto de cámara oscura. Los “ojos de camaleón” como el de la fotografía adjunta proyectan sobre el vidrio opal de la contraventana la imagen del exterior; mientras que en otro caso se recurre a cegar directamente el ventanuco realizando un pequeño orificio que proyecta la imagen en el interior de la sala en condiciones de oscuridad total. En este sentido la Casa del Cabildo brinda a sus visitantes la posibilidad de experimentar la sensación de estar en el interior de una cámara fotográfica.

### La Casa del Cabildo en la literatura y el cine
Inspiró a Valle-Inclán el cuento Mi hermana Antonia, de igual modo que la Fuente de los Caballos inspiró a Federico García Lorca el poema Danza da Lúa en Santiago. En el año 2002 se rodó en ella la película El lápiz del carpintero.